# Face the Music (Electric Light Orchestra)
Face the Music è il quinto album in studio del gruppo musicale di rock sinfonico britannico Electric Light Orchestra, pubblicato nel 1975. Fu il loro primo album di grande successo.

## Tracce
Side 1
1. Fire On High – 5:30
2. Waterfall – 4:11
3. Evil Woman – 4:35
4. Nightrider – 4:26

Side 2
1. Poker – 3:31
2. Strange Magic – 4:29
3. Down Home Town – 3:53
4. One Summer Dream – 5:47

## Formazione
- Jeff Lynne – voce, chitarre
- Bev Bevan – batteria, percussioni, cori, voce
- Richard Tandy – piano, clavinet, moog, chitarra, tastiere
- Kelly Groucutt – voce, basso, cori
- Mik Kaminski – violino
- Hugh McDowell – violoncello
- Melvyn Gale – violoncello